# نووی ترویتسکی
نووی ترویتسکی (انگلیسی: Novy Troitsky) یک شهرک در شهرستان بلاگووارسکی باشقیرستان کشور روسیه است.